# Vaktankläppen
Vaktankläppen är skär i Åland (Finland). De ligger i Ålands hav eller Skärgårdshavet och i kommunen Föglö i landskapet Åland, i den sydvästra delen av landet. Öarna ligger omkring 27 kilometer sydöst om Mariehamn och omkring 260 kilometer väster om Helsingfors.
Arean för den av öarna koordinaterna pekar på är 0,5 hektar och dess största längd är 120 meter i öst-västlig riktning. Trakten är glest befolkad. Närmaste större samhälle är Föglö, 16,3 km nordost om Vaktankläppen.